# 고차원
고차원(한국 한자: 高次元, 1986년 4월 30일 ~ )은 대한민국의 전 축구 선수이며 포지션은 미드필더였다. 현재 대한민국 천안 시티 FC U-18 코치로 재직 중이다.

## 축구인 경력

### 선수 경력

#### 전남 드래곤즈
당시 하석주 감독이 지도하던 아주대학교를 졸업하고 2009년 전남 드래곤즈에 입단하여 데뷔 첫 해 리그 20경기에 출전하였으나 이듬해엔 8경기 출전에 그쳤고 2010 시즌이 끝난 후 군 복무를 위해 상주 상무 피닉스에 입단하였다.
2011 시즌 상주에서 주전으로 활약하며 리그 28경기에 출전하여 4골을 기록하였다. 2012년 8월 22일 울산과의 경기를 마지막으로 전역하여 원 소속팀 전남으로 복귀하였다. 전남으로 복귀한 후 출전한 두 번째 경기인 대구와의 경기에서 득점으로 화려한 복귀 신고를 하였다.

#### 수원 삼성 블루윙즈
2013년 6월 수원이 전남 드래곤즈에서 고차원을 영입하였다고 발표하였다. 고차원은 등번호 12번을 배정 받았고 팀에 합류하였지만 부상으로 2013시즌 단 1경기밖에 출전을 하지 못하였다.
하지만 2014시즌 고차원은 부상에서 회복하였고 정규리그 3라운드 포항 스틸러스와의 경기에서 전반 3분 선취골을 넣으며 데뷔골이자 수원 삼성 블루윙즈 통산 1000번째 골을 넣었다. 하지만 수원은 이 경기에서 포항에게 1-2로 패하였다.

#### 서울 이랜드
2018년 1월 2일 자유계약 대상자로 풀린 고차원은 K리그 챌린지의 서울 이랜드 FC로 이적하였다. 3월 4일 수원 FC와의 리그 개막전에서 선발 출전하며, 서울 이랜드에서의 데뷔전을 가지게 되었다. 3월 11일 부산 아이파크와의 홈 개막전에서 선발 출격하였으나, 전반전에 부상을 당해 교체 아웃되었다. 팔에 부상을 입은 것이 확인되었으며, 회복을 위해 잠시 팀을 떠나있었다. 7월 16일 안산 그리너스 FC와의 홈 경기에서 후반 막판에 교체 투입되며 4개월만에 그라운드를 다시 밟을 수 있었다. 7월 28일 홈에서 열린 대전 시티즌과의 경기에서 오랜만에 선발 출전하였으나, 대전의 박재우에게 태클을 한 장면에서 퇴장으로 판정받아, 일찍 그라운드를 떠나야만했다.

#### 천안시청
2019 시즌을 앞두고 천안시청에 입단했다.
2020 시즌 후, 현역 은퇴하여 천안시청의 코치로 부임하였다.
2023년 1월 8일에 천안 시티 FC U-18 코치로 부임하였다.

## 통계
2018년 7월 28일 기준
| 구단 경력   | 구단 경력          | 구단 경력   | 리그 | 리그 | 리그 | FA컵 | FA컵 | FA컵 | 대륙 대회 | 대륙 대회 | 대륙 대회 | 총합 | 총합 | 총합 |
| 시즌        | 소속               | 디비전      | 출장 | 득점 | 도움 | 출장 | 득점 | 도움 | 출장      | 득점      | 도움      | 출장 | 득점 | 도움 |
| ----------- | ------------------ | ----------- | ---- | ---- | ---- | ---- | ---- | ---- | --------- | --------- | --------- | ---- | ---- | ---- |
| 2009        | 전남 드래곤즈      | 1부         | 22   | 2    | 2    | ?    | ?    | ?    | ㅡ        | ㅡ        | ㅡ        | 22   | 2    | 2    |
| 2010        | 전남 드래곤즈      | 1부         | 9    | 0    | 1    | ?    | ?    | ?    | ㅡ        | ㅡ        | ㅡ        | 9    | 0    | 1    |
| 2011        | 상주 상무(군복무)  | 1부         | 33   | 4    | 1    | ?    | ?    | ?    | ㅡ        | ㅡ        | ㅡ        | 33   | 4    | 1    |
| 2012        | 상주 상무(군복무)  | 1부         | 18   | 3    | 1    | ?    | ?    | ?    | ㅡ        | ㅡ        | ㅡ        | 18   | 3    | 1    |
| 2012        | 전남 드래곤즈      | 1부         | 4    | 2    | 0    | 0    | 0    | 0    | ㅡ        | ㅡ        | ㅡ        | 4    | 2    | 0    |
| 2013        | 수원 삼성 블루윙즈 | 1부         | 1    | 0    | 0    | ?    | ?    | ?    | 0         | 0         | 0         | 1    | 0    | 0    |
| 2014        | 수원 삼성 블루윙즈 | 1부         | 26   | 3    | 1    | ?    | ?    | ?    | ㅡ        | ㅡ        | ㅡ        | 26   | 3    | 1    |
| 2015        | 수원 삼성 블루윙즈 | 1부         | 25   | 0    | 0    | ?    | ?    | ?    | ?         | ?         | ?         | 25   | 0    | 0    |
| 2016        | 수원 삼성 블루윙즈 | 1부         | 11   | 0    | 1    | ?    | ?    | ?    | ?         | ?         | ?         | 11   | 0    | 1    |
| 2017        | 수원 삼성 블루윙즈 | 1부         | 1    | 0    | 0    | ?    | ?    | ?    | ?         | ?         | ?         | 1    | 0    | 0    |
| 2018        | 서울 이랜드        | 2부         | 4    | 0    | 0    | 0    | 0    | 0    | ㅡ        | ㅡ        | ㅡ        | 4    | 0    | 0    |
| 커리어 통산 | 커리어 통산        | 커리어 통산 | 154  | 14   | 7    | ?    | ?    | ?    | ?         | ?         | ?         | 154  | 14   | 7    |